# Legione Romena d'Italia
La Legione Romena d’Italia fu un corpo militare composto da soldati romeni e formato nel giugno del 1918, verso la fine della prima guerra mondiale.

## Storia

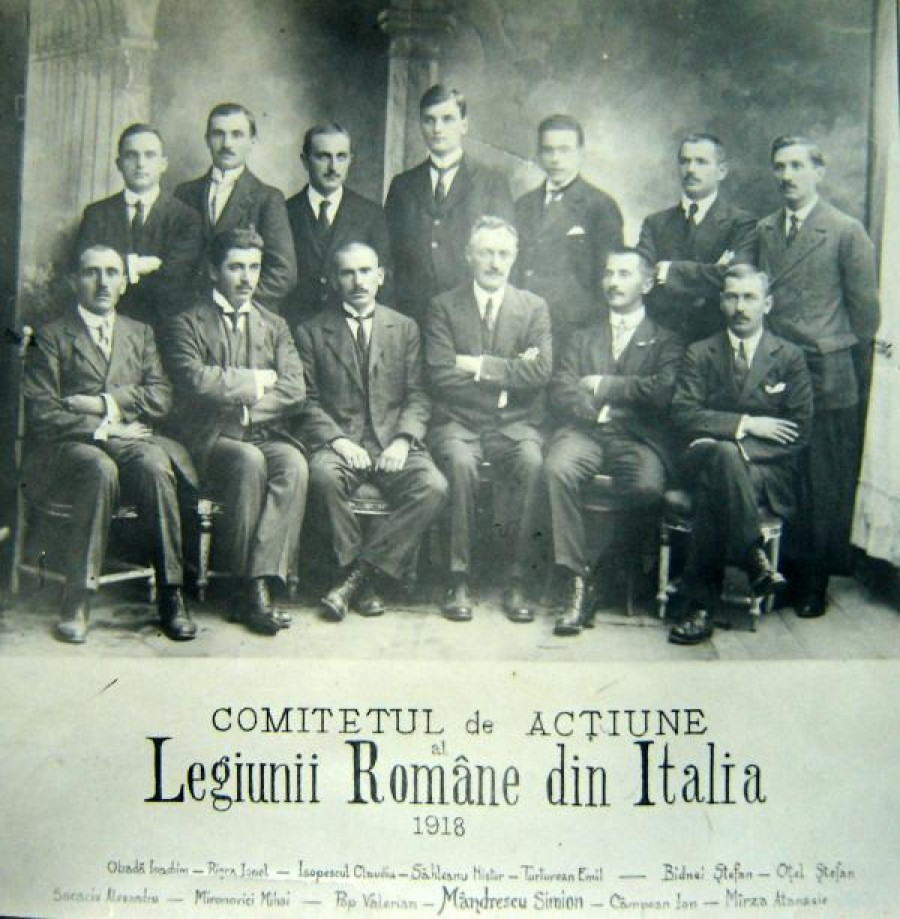
Rappresentanti della Legione

Nel 1916 i prigionieri di nazionalità romena presenti in Italia erano così suddivisi: 3.600 nel campo di prigionia di Mantova, 2.000 a Cavarzere, 800 a Ostiglia e 800 a Chiaravalle, zone sufficientemente distanti dalle aree di operazioni militari. Questi provenivano dalla Transilvania, dal Banato e dalla Bucovina.
Durante il "Congresso delle Nazionalità oppresse nella monarchia austro-ungarica", tenutosi nella sala del Campidoglio a Roma tra il 27 marzo e il 10 aprile 1918, alcuni delegati romeni riuscirono a ottenere la possibilità di formare unità armate autonome da quelle italiane. Il 6 giugno del 1918 venne quindi formata la "Legione Romena d'Italia" con sede di comando presso il campo di concentramento di Avezzano.
La Legione combatté nella “seconda battaglia del Grappa” del 24 ottobre del 1918 e nella offensiva di Vittorio Veneto. Essa era formata da 830 soldati e 13 ufficiali.
Terminò la sua funzione il 31 agosto 1919.

## Ordine di battaglia
- Compagnia I (250 soldati) - inquadrata nella 52ª Divisione alpina italiana (VIII Armata); battaglie di Montello e Vittorio Veneto;
- Compagnia II - inquadrata nella VIII Armata; battaglie di Sisemoled, Val Vella e Cimone;
- Compagnia III - inquadrata nella IV Armata; battaglia del Monte Grappa.